# Fundacja Jurzykowskiego
Fundacja Jurzykowskiego (ang. Jurzykowski Foundation) – fundacja założona przez Alfreda Jurzykowskiego w 1960 roku w Nowym Jorku celem wspierania (m.in. finansowania) instytucji naukowych i kulturalnych znajdujących się poza Polską (m.in. Fundacji Kościuszkowskiej, Polskiego Instytutu Naukowego w Ameryce, Instytutu Józefa Piłsudskiego w Nowym Jorku). Fundacja działa także w Brazylii; udziela stypendiów i co roku (w latach 1964–1998) przyznawała nagrody naukowcom i twórcom z Polski i Brazylii.

## Historia
Alfred Jurzykowski urodził się w 1899 roku na Śląsku Cieszyńskim. Jako oficer wojska polskiego wziął udział w wojnie polsko-bolszewickiej w 1920 roku. W okresie dwudziestolecia międzywojennego założył własny dom handlowy w Warszawie i prowadził firmę eksportową w Gdańsku. Brał udział w kampanii wrześniowej. Po jej klęsce wyjechał przez Rumunię do Włoch, a stamtąd do USA, gdzie prowadził własną firmę. Podczas pobytu w Brazylii w latach 1950–1960, uruchomił w 1956 roku pierwszą w tym kraju fabrykę autobusów i ciężarówek Mercedes-Benz, w której miał początkowo 50%, a potem 75% udziałów. Gdy w 1960 roku wrócił do USA za namową konsula RP w Chicago Rudolfa Rathausa, stworzył fundację swego imienia. Miała ona popierać rozwój polskiej kultury, propagować ją w świecie oraz w różny sposób popularyzować wkład Polaków do kultury światowej. Fundacja pomagała Polakom w pokryciu kosztów studiów, udzielając w pierwszych 5 latach istnienia wsparcia ponad 400 osobom. Fundacja ufundowała Katedrę Historii Literatury Polskiej na Uniwersytecie Harvarda, wspierała polskie organizacje w USA takie jak: Fundacja Kościuszkowska, Instytut Piłsudskiego czy Polski Instytut Naukowy.

## Nagroda
Od 1964 roku Fundacja przyznawała nagrody twórcom pochodzenia polskiego (działającym w kraju lub na emigracji) za wybitne osiągnięcia w dziedzinie szeroko pojętej kultury: nauki ścisłe i humanistyczne, medycyna, literatura (twórczość, przekłady, krytyka literacka), sztuki piękne, muzyka (kompozycja, wykonanie, muzykologia), teatr, film i in.; do 1998 roku (włącznie) zostały przyznane 463 nagrody. W 1998 roku Zarząd Fundacji Alfreda Jurzykowskiego podjął decyzję o zawieszeniu przyznawania nagród od 1999 roku, kontynuując jednak inne formy działalności na rzecz kultury polskiej.
W latach 1964–1966 przyznawaniem nagród zajmował się Zarząd Polskiego Instytutu Naukowego w Nowym Jorku, a w kolejnych specjalny komitet w skład którego weszli przedstawiciele polskich organizacji w Nowym Jorku takich jak: Instytut Naukowy, Instytut Piłsudskiego, Fundacja Kościuszkowska, Fundacja Wandy Roehr. W 1968 roku powstał Komitet Doradczy ds. Kultury (Cultural Advisory Committee) powoływany do 1998 roku przez Zarząd Fundacji, w skład którego weszli Polacy reprezentujący różne dziedziny nauki i sztuki. Nagrody były wręczane w siedzibie Fundacji w Nowym Jorku lub siedzibie Fundacji Kościuszkowskiej. W latach 1964–1969 nagroda wynosiła 1 tys. dolarów, w latach 1970–1975 2,5 tysiąca, w latach 1976–1989 5 tysięcy, w latach 1990–1997 6 tysięcy, aby dojść do 10 tysięcy w roku 1998.